# Didymium
Didymium é um gênero de protozoários pertecente à classe Mycetozoa.

## Espécies
- Didymium bahiense
- Didymium clavus
- Didymium crustaceum
- Didymium iridis
- Didymium melanospermum
- Didymium minus
- Didymium nigripes
- Didymium ovoideum
- Didymium squamulosum